# Roe v. Wade
 (octobre 2018).
Si vous disposez d'ouvrages ou d'articles de référence ou si vous connaissez des sites web de qualité traitant du thème abordé ici, merci de compléter l'article en donnant les références utiles à sa vérifiabilité et en les liant à la section « Notes et références ».
Roe v. Wade, 410 U.S. 113 est un arrêt rendu par la Cour suprême des États-Unis en 1973 sur la question de la constitutionnalité des lois qui criminalisent ou restreignent l'accès à l'avortement. L'effet principal de l'arrêt est la protection de facto du « droit des femmes à avorter », bien qu'il n'évoque pas directement un tel droit. La Cour statue en effet, par sept voix contre deux, que le droit à la vie privée en vertu de la Due Process Clause (en) découlant du quatorzième amendement de la Constitution des États-Unis s'étend à la décision d'une femme de poursuivre ou non sa grossesse, mais que ce droit doit être mis en balance avec les intérêts de l'État dans la réglementation de l'avortement : protéger la santé des femmes, et protéger le potentiel de la vie humaine lorsque le fœtus est viable. La cour en déduit un ensemble complexe de règles détaillant ce qu'il convient d'autoriser, en fonction du premier, deuxième ou troisième trimestre de la grossesse.
L'arrêt Roe v. Wade a marqué le débat américain sur l'avortement et sa légalisation, mais aussi le rôle de la Cour suprême américaine, ainsi que des opinions sur la place de la religion dans la sphère politique.
- En ce qui concerne l'avortement, Roe v. Wade est devenu l'un des arrêts de la Cour suprême les plus importants politiquement, divisant les États-Unis entre personnes se disant « pro-choice » (« pro-choix », pour le droit à l'avortement) et « pro-life » (« pro-vie », anti-avortement). Les partisans de l'arrêt Roe v. Wade le considèrent comme nécessaire afin de garantir pleinement l'égalité entre les femmes et les hommes et de protéger le droit au respect de la vie privée des citoyens américains. Les personnes qui contestent cet hypothétique « droit constitutionnel à l'avortement » sont généralement des groupes religieux, qui croient profondément en l'inviolabilité du fœtus humain.
- En ce qui concerne le caractère constitutionnel de cet arrêt, certaines personnes qui le contestent estiment que la Cour suprême, en promulguant cet arrêt, s'est trop éloignée du texte de la Constitution, qui ne garantit pas explicitement un droit au respect de la vie privée. D'autres, comme souligné dans l'arrêt Dobbs v. Jackson Women's Health Organization, relèvent que la Cour suprême des États-Unis a outrepassé en l'occurrence ses attributions constitutionnelles, en se prononçant en équité sur le fond, alors que son rôle constitutionnel est de juger de la conformité à la constitution.

Les deux principaux partis politiques américains ont des vues très différentes sur la question, puisque la majorité du Parti républicain souhaite renverser ou limiter la portée de cet arrêt, tandis que la majorité du Parti démocrate, sans être totalement hostile à en limiter la portée, est déterminée en tous les cas à en protéger le principe de base, c'est-à-dire la protection au niveau fédéral et constitutionnel d'un « droit à l'avortement ».
À plusieurs reprises, la Cour suprême a eu l'occasion de se pencher sur l'arrêt Roe v. Wade. Des modifications ont été apportées à la jurisprudence de la Cour entre 1973 et 2021. La principale modification a été celle de l'arrêt Casey (Planned Parenthood v. Casey (en), 1992), qui tout en maintenant le principe du non-obstacle à l'avortement, au nom du stare decisis, annule entièrement son dispositif de séquencements trimestriels et de considération sur la viabilité du fœtus, pour y substituer un critère du handicap injustifié (en), dont l'application se révélera tout autant difficile.
Le 24 juin 2022, dans l'affaire Dobbs v. Jackson Women's Health Organization, la Cour infirme la solution juridique dégagée dans l'arrêt Roe et l'arrêt Casey. Elle juge en effet que le droit à l'avortement n'était pas « profondément enraciné dans l'histoire ou la tradition » de la nation américaine, ni considéré comme un droit lorsque la clause de procédure régulière a été ratifiée en 1868. Cette décision laisse le libre choix à chaque État de promulguer sa propre loi sur l'avortement.

## Parcours du dossier
L'action judiciaire commence au Texas en mars 1970, Norma McCorvey conteste la loi du Texas interdisant la pratique de l'avortement. Souhaitant rester anonyme, McCorvey sera identifiée sous le pseudonyme de Jane Roe. L'argumentation de ses avocates, Sarah Weddington et Linda Coffee, s'appuie sur le manque de précision des lois anti-avortement du Texas, sur leurs contradictions avec les premier, quatrième, cinquième, neuvième et quatorzième amendements de la Constitution des États-Unis. Le procureur de Dallas, représentant l'État du Texas, est Henry Wade. Jane Roe perd son procès devant la cour de district mais Weddington interjette appel.
La Cour suprême se saisit du dossier et les débats ont lieu le 13 décembre 1971. Le président de la Cour suprême des États-Unis Warren E. Burger (Chief Justice) donne au juge Harry Blackmun la main pour écrire l'opinion majoritaire qui stigmatise la loi anti-avortement du Texas comme trop vague. Certains juges de la Cour souhaitent revoir le dossier et que les juges nouvellement nommés William Rehnquist et Lewis F. Powell, Jr. participent au vote, le Chief Justice Burger accède à cette requête et une date est fixée au 11 octobre 1972.
Dans leur livre The Brethren, Bob Woodward et Scott Armstrong (en) racontent la fureur du juge William O. Douglas devant la manœuvre du Chief Justice Burger cherchant à repousser la décision après l'élection présidentielle de novembre 1972 pour ne pas embarrasser son ami le président Richard Nixon alors en campagne. Douglas menaça d'écrire une motion de défiance contre la décision de réentendre l'exposé du dossier, ce qu'il ne fit pas devant la persuasion de ses collègues. 
La décision Roe v. Wade est donc rendue publique le surlendemain de la seconde intronisation de Richard Nixon. Lors de son annonce, Roe est éclipsée médiatiquement par le décès de Lyndon B. Johnson et des tractations de paix de Paris,.

## La décision de la Cour suprême des États-Unis
La Cour a rendu sa décision le 22 janvier 1973, avec une majorité de sept voix en faveur de Roe contre deux.

### Opinion majoritaire
L'opinion majoritaire est écrite par Harry Blackmun, rejoint par le président de la Cour Warren E. Burger et les juges William O. Douglas, William J. Brennan, Potter Stewart, Thurgood Marshall et Lewis Franklin Powell, Jr.

### Opinions concourantes
Le président Burger, Douglas et Steward ont chacun écrit une opinion concourante.

### Opinions opposées
Byron White, rejoint par William H. Rehnquist écrivent des opinions opposées. Le juge White écrit :

« Je ne trouve rien dans la langue ou l'histoire de la Constitution pour appuyer le jugement de la Cour. La Cour se contente de façonner et d'annoncer un nouveau droit constitutionnel pour les femmes enceintes et, avec à peine une raison ou une autorité pour son action, investit ce droit d'une substance suffisante pour l'emporter sur la plupart des lois étatiques existantes en matière d'avortement. Le résultat est que le peuple et les législatures des 50 États ne sont pas habilités constitutionnellement à peser l'importance relative de l'existence et du développement du fœtus, d'une part, contre un spectre d'impacts possibles sur la femme, d'autre part. En tant qu'exercice d'un pouvoir judiciaire brut, la Cour a peut-être le pouvoir de faire ce qu'elle fait aujourd'hui ; mais, à mon avis, son jugement est un exercice improvisé et extravagant du pouvoir de contrôle judiciaire que la Constitution confère à cette Cour. »

Rehnquist ajoute :

« Pour parvenir à son résultat, la Cour a nécessairement dû trouver dans le champ d'application du quatorzième amendement un droit qui était apparemment totalement inconnu des rédacteurs de l'amendement. Dès 1821, la première loi d'un État traitant directement de l'avortement a été promulguée par l'Assemblée législative du Connecticut. Au moment de l'adoption du quatorzième amendement en 1868, il y avait au moins 36 lois promulguées par les législatures des États ou des territoires limitant l'avortement. Alors que de nombreux États ont modifié ou mis à jour leurs lois, 21 des lois en vigueur en 1868 demeurent en vigueur aujourd'hui. »

Rehnquist conclut que les rédacteurs de l’amendement n'avaient pas l'intention de retirer aux États le pouvoir de légiférer en la matière.

## Conséquences politiques
L'arrêt renforce l'un des principaux enjeux des élections présidentielles américaines qu'est la nomination des juges de la cour suprême, et donc pour les républicains, d'avoir une majorité conservatrice qui renverserait Roe v. Wade, considéré comme vulnérable,,. Au cours de sa campagne, Donald Trump a promis de nommer de nouveaux juges, conservateurs, à la Cour suprême pour renverser Roe v. Wade. Il a effectivement nommé plusieurs juges conservateurs au cours de sa présidence, dont Brett Kavanaugh et Amy Coney Barrett.

## Évolutions ultérieures

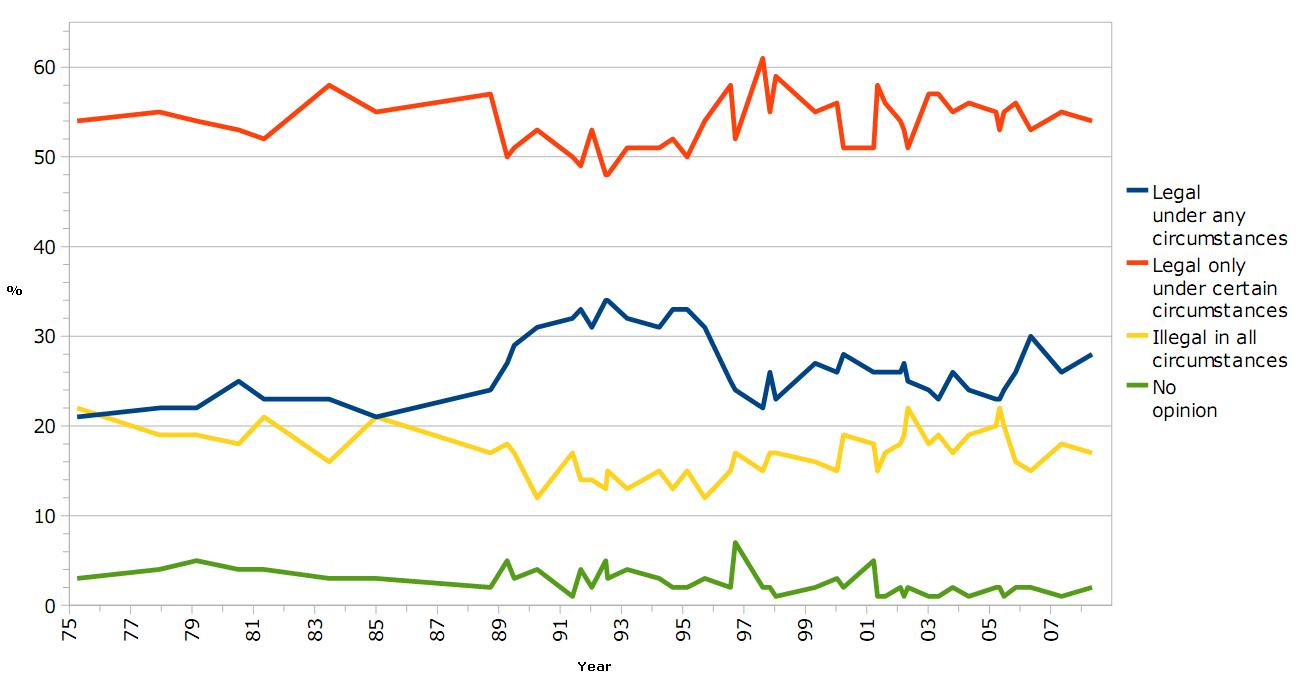
Évolution de l'avis sur l'avortement.
Réponses des adultes américains entre 1975 et 2008 à la question suivante : pensez-vous que l'avortement devrait être légal quelles que soient les circonstances, légal uniquement en certaines circonstances, ou illégal dans toutes les circonstances ?
Légal quelles que soient les circonstances.
Légal selon certaines circonstances.
Illégal dans toutes les circonstances.
Sans opinions.

### Contestations constitutionnelles
Les critiques soutiennent que la Cour suprême a outrepassé sa responsabilité. Ils soutiennent que la décision n'a pas de fondement constitutionnel. De plus, à la suite de l'opinion opposée de White, des critiques affirment que le droit à l'avortement devrait être déterminé par le processus législatif par les législatures d'État. D'autres critiquent le fait que la décision de la Cour a établi la loi fédérale, limitant la capacité de débat démocratique.

### Restrictions des modalités d'avortement
Depuis Roe v. Wade, de nombreux États, dont l'Alabama, la Géorgie et le Texas, ont adopté des lois anti-avortement. Il s'agit notamment d'exiger le consentement du conjoint ou des parents pour les mineurs, des périodes d'attente avant les avortements et la restriction des avortements lorsqu'un rythme cardiaque fœtal peut être détecté, jusqu'à 6 semaines de grossesse.
En 1976, le Congrès a adopté l'amendement Hyde interdisant le financement fédéral des avortements par Medicaid, l'assurance maladie fédérale.
En 1992, avec l'arrêt Planned Parenthood v. Casey (en), la Cour suprême a reconnu aux États la possibilité de restreindre les modalités d'avortement. C'est ainsi que plusieurs États ont passé 487 lois pour en réduire le champ d'application dont trente-trois qui exigent des notifications parentales.
Les restrictions tentées pour limiter la période légale d'avortement au-delà de douze semaines ont été invalidées par la Cour suprême.
D'autre part, dans des États comme le Mississippi, le Nebraska, ou le Missouri, plus de 95 % des comtés ne disposent déjà plus de cliniques pratiquant les interruptions volontaires de grossesse.

### L'évolution de Norma McCorvey
Norma McCorvey s'est depuis le procès convertie au christianisme et appartient au mouvement anti-avortement, cherchant à rendre l'avortement illégal. McCorvey se présente comme une victime de son ambitieuse avocate Sarah Weddington qui l'aurait utilisée afin de contester la loi de l'État du Texas interdisant l'avortement. En tant que partie prenante du procès, McCorvey a essayé de faire rouvrir le dossier par une cour de district du Texas et d'obtenir une décision opposée. Le nouvel argument qu'elle présente à la cour se base sur la douleur à la fois physique et morale que toute femme ayant avorté subit et sur des preuves supplémentaires que le fœtus est bien une personne. Le 19 juin 2003, le juge de district David Godbey a décidé que la demande de réouverture du procès n'était pas intervenue dans les délais impartis. L'avocat de McCorvey conteste l'existence de tels délais. 
Norma McCorvey est décédée le 18 février 2017 à Katy au Texas. Alors qu'il ne lui reste que peu de temps à vivre, elle indique dans un documentaire avoir été payée par des groupes anti-avortement pour soutenir leur cause.

### Revirement de jurisprudence en 2022
En 2021, alors que l'État du Mississippi, qui veut restreindre l'avortement dans sa juridiction (interdiction après 15 semaines de grossesse, sauf urgences médicales ou « anomalie fœtale grave »), a demandé à la Cour suprême de renverser l'arrêt Roe et donc toutes les décisions relatives au droit à l'avortement prises au cours des cinq dernières décennies, des milliers de législateurs d'État, de membres du Congrès, de personnalités, médecins, infirmières, sages-femmes déposent des mémoires pour demander à la Cour d'au contraire confirmer Roe v. Wade et de rejeter la demande de l'État du Mississippi.
La Cour rend son jugement le 24 juin 2022 et par 6 voix contre 3 donne raison à l'État du Mississippi et révoque Roe v. Wade. Les représentants du peuple dans les États sont désormais libres de définir la politique relative à l'avortement dans leur juridiction.

### Filmographie
- Lake of Fire, Tony Kaye, 2006.
- Ricki Stern (réal.) et Annie Sundberg (réal.), Roe v. Wade : la véritable histoire de l'avortement, Netflix, 2018.